# Zuazo de Vitoria
Pour les articles homonymes, voir Zuhatzu.
Zuazo de Vitoria en espagnol ou Zuhatzu en basque est une commune ou une contrée appartenant à la municipalité de Vitoria-Gasteiz dans la province d'Alava, située dans la Communauté autonome basque en Espagne.

## Démographie
| 2000 | 2001 | 2002 | 2003 | 2004 | 2005 | 2006 | 2007 |
| ---- | ---- | ---- | ---- | ---- | ---- | ---- | ---- |
| 59   | 58   | 58   | 57   | 60   | 67   | 61   | 60   |

## Voir également
- Liste des municipalités de la province d'Alava